# Ten (Monika Brodka)
Ten è il singolo di debutto della cantante pop e soul polacca Monika Brodka.

## Classifiche
| Classifica (2004) | Posizione massima |
| ----------------- | ----------------- |
| Polonia           | 1                 |